# Benoît Di Sabatino
Benoît Di Sabatino, né le 30 août 1965, est un réalisateur et producteur français spécialisé dans les animations.

## Biographie
Il est le cofondateur et l'ancien coprésident (avec son frère Christophe Di Sabatino), du groupe Antefilms devenu MoonScoop par la suite, acteur important européen de la création, production et exploitation de séries animées dans le monde entier.
Le 14 novembre 2006, il est promu au grade de chevalier de l’ordre national du Mérite.
La société Moonscoop est en redressement judiciaire depuis le 20 juin 2013 et le 31 juillet 2013, une assemblée générale décide de retirer le mandat de direction à Benoît Di Sabatino.
En 2018, il  rejoint le groupe Banijay, dirigé par Stéphane Courbit, pour prendre la tête de la branche jeunesse, Banijay Kids & Family.

## Vie privée
Il est le compagnon de Mylène Farmer, rencontrée sur le tournage du clip C'est une belle journée de 2002 . Il participe parfois aux projets de la chanteuse.
Il a deux enfants, Ugo et Elisa

## Dessins animés (producteur)
- 2002 : Funky Cops[6]
- 2003 : Code Lyoko (producteur associé)
- 2005 : Les nouvelles aventures de l’homme invisible (coproducteur)
- 2006 : Les Quatre Fantastiques (producteur)
- 2007 : SamSam[7]
- 2009 : Casper : L'École de la peur[5]
- 2010 : Titeuf dessins animés producteurs délégués
- 2010 : Tara Duncan
- 2011 : Titeuf, le film
- 2022 : Foot 2 rue (saison 4, coproducteur)
- 2024 : Totally Spies! (Saison 7, producteur)[8]

## Réalisateur de clips
- 2002 : C’est une belle journée de Mylène Farmer
- 2003 : I Want Your Wife de Good Sex Valdes
- 2006 : L'amour n'est rien... de Mylène Farmer (sous le pseudonyme M. Liberatore)[1]
- 2008 : Drôle de Creepie de Lisa (en), reprenant la chanson du générique du dessin animé Creepie
- 2008 : Appelle mon numéro de Mylène Farmer
- 2018 : Sentimentale de Mylène Farmer (de façon "anonyme")

## Documentaire (producteur)
- 2020 : L'Ultime Création[9]

## Émission de télévision (producteur)
- 2010 :Le Grand Restaurant[10]